# 東富山站
東富山站（日语：／ Higashi-toyama eki */?）是隸屬於愛之風富山鐵道及日本貨物鐵道（JR貨物）的鐵路車站，座落於富山縣富山市，車站編號為11。其中JR貨物會以本站作為貨櫃車臨時交收中心，至於貨物列車，按現行的時間表，並沒有任何列車停靠，客運方面，本站現時只停靠普通列車。

## 車站結構
站房設於西口，為國鐵時代典型的單層式木建站房，正門設於中間，左側為站務室、售票機、開放式閘口及舊站員留宿地方，該部份現時只用作內部儲物之用。右側為候車大堂，設有多張獨立式候車座位長櫈。通過閘口後即為側式1號月台，島式月台則須左轉、沿行人天橋前往。
站房外設有公共電話亭，而右側側設有男、女獨立洗手間，洗手間。洗手間旁為已有超過100年歷史的小紅磚倉庫（見下述）。
為方便前往車站東側的東富山邂動廣場、濟生會富山醫院、富山東高等學校及新建的住宅用地，2021年3月28日起新增了東口，東口以簡易站房模式設計，由鋼架及組合板所建成，面向街一側為全玻璃幕牆，地下設有一座自動售票機及一張候車木櫈，右端為樓梯，並裝有一對出、入閘專用的簡易式IC卡感應器及LED班次顯示屏，沿樓梯可連接至原來的跨線行人天楀前往各月台。雖然新設的東口可提供便利，但仍沒有設置升降機，因此仍未達至全面無障礙的配套。
東口旁邊設有6排單車停泊位，另一邊較遠位置亦另外設有6排，同時已修整了附近的道路，提供比西口更寬闊的上落客區。

### 月台配置
設有側式月台及島式月台各1個，共提供2面3線的配置。在JR時期，中間的2號月台主要是供普通列車避車，以讓出上、下主線讓特急列車通過；愛之風富山鐵道接手後，避車的次數大減，因而大部份列車都能於1號或3號月台乘降，2號月台現時只剩下上、下行各1班列車才會使用。
| 月台 | 路線              | 方向 | 目的地                                  | 備註         |
| ---- | ----------------- | ---- | --------------------------------------- | ------------ |
| 1    | ■愛之風富山鐵道線 | 下行 | 黑部、泊、直通■日本海翡翠線至糸魚川方向 |              |
| 2    | ■愛之風富山鐵道線 | 下行 | 黑部、泊、直通■日本海翡翠線至糸魚川方向 | 一部分的列車 |
| 2    | ■愛之風富山鐵道線 | 上行 | 富山、高岡、直通■IR石川鐵道線至金澤方向 | 一部分的列車 |
| 3    | ■愛之風富山鐵道線 | 上行 | 富山、高岡、直通■IR石川鐵道線至金澤方向 |              |

### 紅磚站燈室

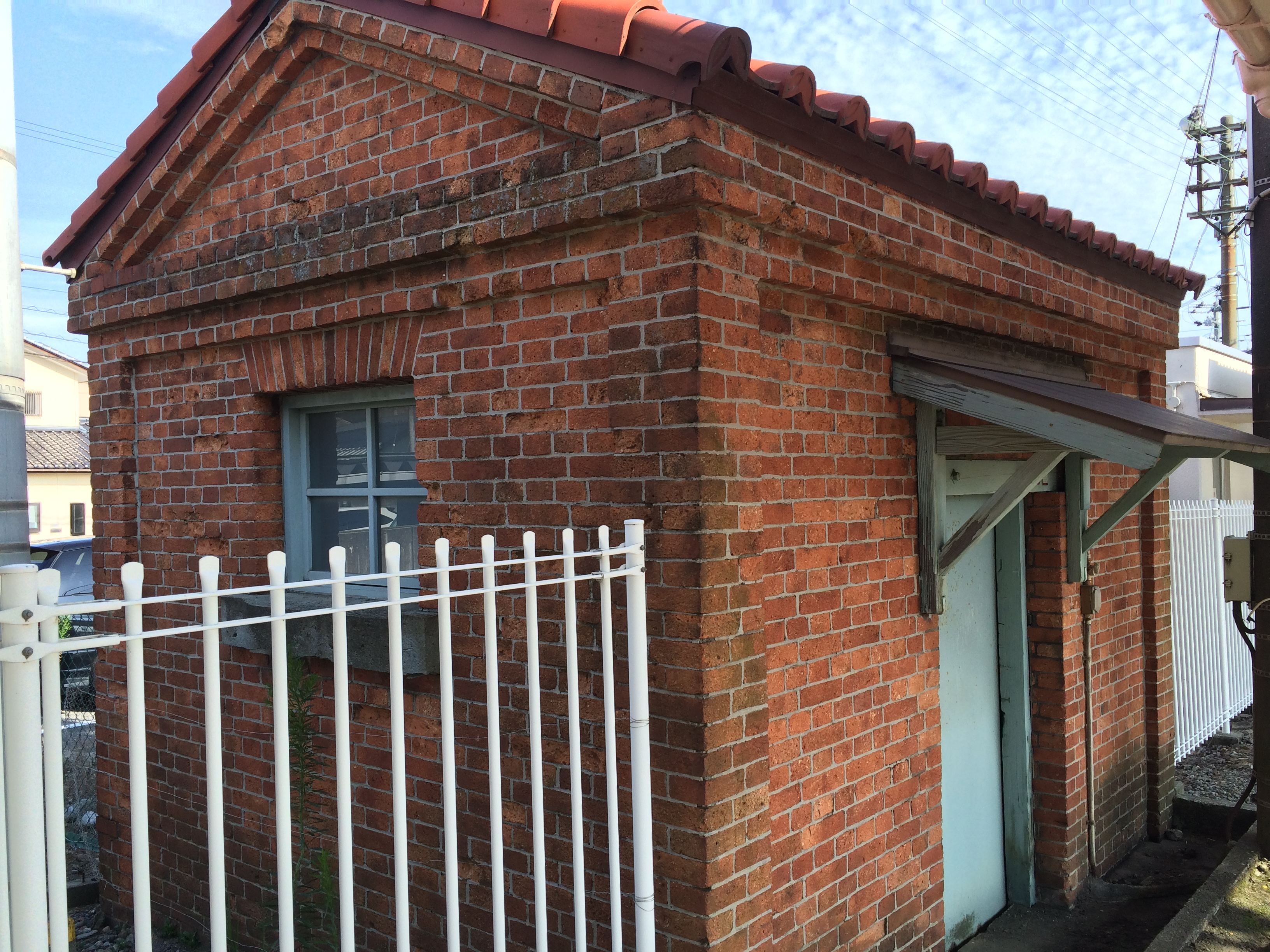
超過100年歷史的「站燈室」（2015年8月）

位在1號月台、站外洗手間旁邊，有一座建於1905年、以紅磚砌成的單層建築物，牆身附有國鐵時代所發出的「建物財產票」，稱為「站燈室」（駅灯室），門口設於月台內，現時不作對外開放，是沿線上少有超過100年的鐵路建築物。

## 歷史
- 1908年11月16日：官設鐵道北陸線由富山延伸至魚津，本站為中途站，開業[2]。當時稱為「東岩瀨站」
- 1913年10月17日：一列行駛於本線上的下行貨物列車與另一列位於同路軌上的上行團體客運列車相撞，導致24名旅客死亡、107人受傷（旅客106名、職員1人）的嚴重事故。
- 1934年：改稱為「濱黑崎站」。
- 1950年5月20日：因日本國鐵將位於富山港線的「越中岩瀨站」改稱為「東岩瀨站」，本站再改稱為「東富山站」[3]。
- 1984年2月1日：停止手提行李提取服務。
- 1987年4月1日：日本國鐵分割民營化，車站的營運由西日本繼承。
- 1992年11月：開設綠窗口[4]。
- 2015年：

- 3月14日：北陸新幹線開業，車站的營運由愛之風富山鐵道繼承，綠窗口停止運作。
- 3月26日：導入ICOCA感應器，適用於富山縣內所有愛之風富山鐵道線車站。

- 2021年3月28日：東口啟用[6][7][8]。
- 2022年3月12日：因應新富山口站開業，車站編號由「10」改為「11」。

## 利用人數
| 乘車人員推算 | 乘車人員推算                      | 乘車人員推算 |
| 年度         | 1日平均人數                       | 出處         |
| ------------ | --------------------------------- | ------------ |
| 2004         | 1,477                             |              |
| 2005         | 1,492                             |              |
| 2006         | 1,470                             |              |
| 2007         | 1,439                             |              |
| 2008         | 1,402                             |              |
| 2009         | 1,328                             |              |
| 2010         | 1,340                             |              |
| 2011         | 1,354                             |              |
| 2012         | 1,419                             |              |
| 2013         | 1,457                             | [ 統計 1 ]   |
| 2014         | 1,261（JR西日本） 1,062（愛之風） | [ 統計 4 ]   |
| 2015         | 1,399                             | [ 統計 5 ]   |
| 2016         | 1,371                             | [ 統計 6 ]   |
| 2017         | 1,394                             | [ 統計 7 ]   |
| 2018         | 1,433                             | [ 統計 8 ]   |
| 2019         | 1,461                             | [ 統計 9 ]   |
| 2020         | 1,155                             | [ 統計 10 ]  |
| 2021         | 1,370                             | [ 統計 11 ]  |
| 2022         | 1,410                             | [ 統計 12 ]  |
| 2023         | 1,586                             | [ 統計 13 ]  |

## 相鄰車站
愛之風富山鐵道
■愛之風富山鐵道線
快速「愛之風Liner」
通過
普通
新富山口 (10) －東富山 (11) －水橋 (12)
※此站與富山站之間設有日本貨物鐵道貨物站的富山貨運站。

### 統計資料
1. ↑  富山縣統計年鑑 （页面存档备份，存于），第10章，項目10-2。
2. ↑  以計算2014年4月1日至2015年3月13日的347日間的數據。
3. ↑  以2015年3月14日至31日的18日間所得出的數據。
4. ↑  10運輸及び通信 （页面存档备份，存于），第11回 富山市統計書：第144頁。
5. ↑  10運輸及び通信 （页面存档备份，存于），第12回 富山市統計書：第144頁。
6. ↑  10運輸及び通信 （页面存档备份，存于），第13回 富山市統計書：第144頁。
7. ↑  10運輸及び通信 （页面存档备份，存于），第14回 富山市統計書：第144頁。
8. ↑  10運輸及び通信 （页面存档备份，存于），第15回 富山市統計書：第128頁。
9. ↑  10運輸及び通信 （页面存档备份，存于），第16回 富山市統計書：第128頁。
10. ↑  10運輸及び通信，第17回 富山市統計書：第126頁。
11. ↑  10運輸及び通信 （页面存档备份，存于），第18回 富山市統計書：第126頁。
12. ↑  10運輸及び通信，第19回 富山市統計書：第138頁。
13. ↑  10運輸及び通信 （页面存档备份，存于），第20回 富山市統計書：第138頁。

## 外部連結
- 愛之風富山鐵道東富山站公式網頁 （页面存档备份，存于） （日語）